# Генрик Гадух
Генрик Гадух (пол. Henryk Haduch; 14 липня 1870, Ячмір — 5 жовтня 1925, Новий Сонч) — церковний діяч, священник Товариства Ісуса, педагог, редактор, письменник, проповідник, провінціал Галицької провінції єзуїтів у 1916—1919.

## Життєпис
Генрик Гадух народився 14 липня 1870 року в с. Ячмір (нині село належить до Сяноцького повіту Підкарпатського воєводства Польщі). 21 серпня 1886 року вступив до Товариства Ісуса на новіціят у Старій Весі. Вивчав філософію в Тернополі (1891—1894), а богослов'я в Кракові (1894—1898). Висвячений на священника в Кракові 4 липня 1897 року. Викладав риторику в Старій Весі у 1898—1900, 1902—1905 і 1906—1907 роках, у міжчассі в 1905—1906 роках студіював патристику в Ягеллонському університеті. Викладач релігії в Хирівській єзуїтській гімназії в 1907—1908 роках, ректор у Тернополі (1908—1911), редактор місячника «Sodalis Marianus» (1911—1916), настоятель резиденції святої Варвари в Кракові (1912—1915), провінціал Галицької провінції єзуїтів у 1916—1919, настоятель у Львові (1919—1921), професор риторики і гомілетики в Новому Сончі (1923—1925).
Промотор товариств (зокрема Марійських дружин) у Польщі, опублікував понад 80 праць, в основному на тематику товариств. Автор кількох статутів станових товариств. Як професор риторики, прекрасний проповідник і провідник реколекцій оголосив друком книгу «Zasady wymowy» (вийшла посмертно у Кракові в 1927 році) та видав «О zasade zycia» (Краків 1923). Під час Першої світової війни заснував організацію «Rodzina Sieroca» («Сирітська родина»), яка опікувалася дітьми-сиротами, які втратили батьків під час війни.
Помер 5 жовтня 1925 року в Новім Сончі.

## Праці
- «Joanna d'Arc: studyum przez H. H.; podług H. Perreyve [Архівовано 10 лютого 2022 у Wayback Machine.]» (Цешин 1897)
- «Pedagogika Jezusa Chrystusa [Архівовано 10 лютого 2022 у Wayback Machine.]» (Краків 1913)
- «Dzisiejsza szkoła ludowa w Galicyi [Архівовано 10 лютого 2022 у Wayback Machine.]» (Краків 1913)
- «Moda i obyczajność [Архівовано 10 лютого 2022 у Wayback Machine.]» (Краків 1914)
- «Jubileusz 950-letni Chrztu Polski: (996—1916) [Архівовано 10 лютого 2022 у Wayback Machine.]» (Краків 1915)
- «Mowa wygłoszona na nabożeństwie żałobnym za poległych legionistów urządzonym staraniem Komitetu Sodalicji Mariańskich w kościele św. Barbary d. 10 lutego 1915 r. o godz. 8 rano [Архівовано 10 лютого 2022 у Wayback Machine.]» (Краків 1915)
- «Jubileusz dwusetny koronacji Matki Boskiej Królowej Korony Polskiej dnia 8 września 1917 r. [Архівовано 10 лютого 2022 у Wayback Machine.]» (Краків 1917)
- «O zasadę życia: nauki rekolekcyjne [Архівовано 10 лютого 2022 у Wayback Machine.]» (Краків 1923)
- «Ustawa o spoczynku niedzielnym a Żydzi [Архівовано 10 лютого 2022 у Wayback Machine.]» (Познань 1923)
- «Kazania wygłoszone na Synodzie Sandomierskim dnia 3, 4, 5, lipca 1923 roku do kapłanów w obecności ich ekscelencyj księdza biskupa ordynarjusza Maryana Ryxa i księdza biskupa sufragana Pawła Kubickiego [Архівовано 10 лютого 2022 у Wayback Machine.]» (Сандомир 1924)
- «Wielki organizator: w pierwszą rocznicę zgonu ks. arcybiskupa Józefa Bilczewskiego [Архівовано 10 лютого 2022 у Wayback Machine.]» (Краків 1924)
- «Zasady wymowy ogólnej i kościelnej: dla użytku duchowieństwa [Архівовано 10 лютого 2022 у Wayback Machine.]» (Краків 1927)